# Біла Валерія Вікторівна
Валерія Вікторівна Біла (нар. 7 липня 1998) — білоруська футболістка, півзахисниця російського клубу «Зірка-2005». Виступала за збірну Білорусі.

## Життєпис
З 2014 року виступала у дорослих змаганнях в складі найсильнішого клубу Білорусії тих часів — ФК «Мінськ». Неодноразово ставала переможницею чемпіонату Білорусі (2014, 2015, 2016 2017, 2018, 2019), срібним призером (2020), володаркою (2014, 2015, 2016 2017, 2018, 2019) і фіналісткою (2020) Кубку країни, володаркою Суперкубку Білорусі (2014, 2015, 2016, 2018, 2019, 2020). Брала участь в жіночій Лізі чемпіонів (11 матчів). У чемпіонатах країни провела 92 матчі, але в більшості з них виходила на заміни. Регулярним гравцем стартового складу була тільки в сезоні 2018 року, тоді ж показала свій найкращий бомбардирський результат — 12 голів.
У 2021 році разом з групою гравців з Білорусі перейшла в російський клуб «Зірка-2005» (Перм). Дебютний матч у чемпіонаті Росії зіграла 13 березня 2021 року проти «Єнісея»
Виступала за юніорську та молодіжну збірні Білорусі. У 2017 році взяла участь у двох матчах національної збірної у відбірковому турнірі чемпіонату світу. Також виступала за збірну і ставала автором голів у товариських матчах і турнірах.
Окрім великого футболу, виступала в футзалі. Брала участь в матчах вищої ліги Білорусі в складі команди «Педуніверситет», ставала переможницею і срібним призером національної Універсіади в складі команди БДУФК.